# جوناتان میدیانا
جوناتان میدیانا (انگلیسی: Jonatan Maidana؛ زادهٔ ۲۹ ژوئیهٔ ۱۹۸۵) بازیکن فوتبال اهل آرژانتین است.
از باشگاه‌هایی که در آن بازی کرده‌است می‌توان به باشگاه فوتبال ریور پلاته، باشگاه فوتبال بانفیلد، باشگاه فوتبال متالیست خارکوف، و باشگاه فوتبال بوکا جونیورز اشاره کرد.
وی همچنین در تیم‌های ملی فوتبال زیر ۲۰ سال آرژانتین و آرژانتین بازی کرده‌است.